# URWN
URWN is een historisch Roemeens merk dat in 1957 scooters naar Duitse voorbeelden ging produceren. Ze hadden een 150 cc tweetaktmotor.